# Daniel Popescu
Daniel Popescu (Tulcea, 20 febbraio 1988) è un ex calciatore rumeno, di ruolo difensore.